# 26. Infanterie-Division (Wehrmacht)
La 26. Infanterie-Division fu una divisione dell'esercito tedesco attiva durante la seconda guerra mondiale, che venne creata nel 1936 e fu impiegata nella campagna di Francia e sul fronte orientale, dove fu sciolta nel 1944. Venne riorganizzata nella 26. Volksgrenadier-Division che venne schierata sul fronte occidentale e distrutta in Germania nell'aprile 1945.

## Storia

### Formazione e campagna di Francia
La divisione fu costituita il 1° aprile 1936 a Colonia e fu schierata per proteggere il confine con la Francia, nella sezione di Echternach, con il posto di comando a Treviri. Il 10 maggio 1940 attraversò la frontiera del Lussemburgo e la Mosa a Diant il 14 giugno; si è poi rivolta verso le Ardenne. Durante la seconda fase della campagna oltrepassò l'Aisne e avanzò a ovest della Mosa oltre Verdun, Vouzier, Bar-le-Duc fino a Epinal. Dopo l'armistizio, rimase nel nord della Francia ed in Belgio come forza di occupazione.

### Fronte orientale
Venne spostata in Polonia nel maggio 1941 ed a partire dal 22 giugno 1941 prese parte all'operazione Barbarossa, attraversando il confine sovietico a Suwalki, marciando verso l'area di Kaunas, Polotsk e sul Daugava, da dove proseguì verso Smolensk. All'inizio dell'avanzata tedesca su Mosca nell'ottobre 1941, attaccò a Vyazma e alla fine di novembre, si spinse nell'area a nord di Starica, sul Volga a ovest di Tver, dove affrontò l'offensiva invernale sovietica, tanto che dovette ritirarsi nella zona di Rzhev, dove sostenne pesanti battaglie difensive da gennaio a luglio 1942. Fu poi schierata tra Bolchow e Orel e combatté su diversi settori del fronte fino a novembre; nel gennaio 1943 fu spostata tra il Don e l'Oskol, dove fu circondata a Ostrogossk e riuscì a sfuggire passando da Novij Oskol. Fu poi schierata in combattimenti difensivi nell'area di Kursk e prese parte agli attacchi nell'area di Staryi Oskol nel febbraio 1943. Nelle battaglie vicino a Sumy e ad agosto fu spostato nella zona di Orel e si unì ai pesanti combattimenti di ritirata fino alla zona di Yelnya. Nel marzo 1944 seguirono battaglie di trincea e difensive nella zona di Mogilev e Gorkij e si unì quindi alla ritirata tedesca sull'ansa della Vistola, a nord-est di Cholm. La divisione fu quasi distrutta, solo piccoli gruppi tattici riuscirono a farsi strada verso le linee tedesche; venne poi rinominata il 17 settembre 1944 come 26. Volksgrenadier-Division.

### 26. Volksgrenadier-Division
La 26. Volksgrenadier-Division fu costituita il 17 settembre 1944, vicino a Posen dalla 582. Volksgrenadier-Division e dai resti della 26. Infanterie-Division. Dopo la formazione e un breve addestramento, nel novembre 1944 fu trasferita nell'area di Bitburg, nell'Eifel, per contrastere l'imminente offensiva delle Ardenne. Ebbe il compito di prendere Bastogne, in Belgio entro il 21 dicembre 1944 ed il primo giorno dell'offensiva delle Ardenne, la divisione perse 230 uomini. Il 20 dicembre i primi reparti della divisione erano nella zona di Bastogne, tuttavia non fu in grado di catturare la città. Il 26 dicembre, la U.S. 4th Armored Division riuscì a sfondare ed entrare nella città. Dopo il fallimento dell'assedio di Bastogne, si ritirò attraverso le Ardenne fino all'Eifel ed all'inizio di febbraio 1945 si trovava nell'area di Losheim e combatté nella zona di Bonn. Il 18 marzo ritornò tra Rossbach, Neuwied e Wied, che dovette essere abbandonata il 19 marzo. La divisione era completamente frammentata in queste battaglie e gli ultimi resti della divisione si arresero il 21 aprile 1945 a sud di Blankenburg.

## Ordine di battaglia

### 26. Infanterie-Division 1936
- Infanterie-Regiment 39
- Infanterie-Regiment 77
- Infanterie-Regiment 78
- Artillerie-Regiment 26
- Artillerie-Regiment 62
- Panzerabwehr-Abteilung 40
- Infanterie-Divisions-Nachrichten-Abteilung 26[1]

### 26. Infanterie-Division 1937
- Infanterie-Regiment 39
- Infanterie-Regiment 77
- Infanterie-Regiment 78
- Maschinengewehr-Bataillon 1
- Artillerie-Regiment 26
- Artillerie-Regiment 62
- Panzerabwehr-Abteilung 26
- Infanterie-Divisions-Nachrichten-Abteilung 26[1]

### 26. Infanterie-Division 1939
- Infanterie-Regiment 39
- Infanterie-Regiment 77
- Infanterie-Regiment 78
- Artillerie-Regiment 26
- Artillerie-Regiment 62
- Beobachtungs-Abteilung 26
- Aufklärungs-Abteilung 26
- Panzerabwehr-Abteilung 26
- Infanterie-Divisions-Nachrichten-Abteilung 26
- Feldersatz-Bataillon 26
- Infanterie-Divisions-Nachschubführer 26
- Divisions-Einheiten 26[1]

### 26. Infanterie-Division 1943
- Füsilier-Regiment 39
- Grenadier-Regiment 77
- Grenadier-Regiment 78
- Divisions-Füsilier-Bataillon 26
- Artillerie-Regiment 26
- Panzerjäger-Abteilung 26
- Feldersatz-Bataillon 26
- Kommandeur der Infanterie-Divisions-Nachschubtruppen 26
- Divisions-Einheiten 26[1]

### 26. Volksgrenadier-Division
- Füsilier-Regiment 39
- Grenadier-Regiment 77
- Grenadier-Regiment 78
- Artillerie-Regiment 26
- Divisions-Füsilier-Kompanie 26
- Panzerjäger-Abteilung 26
- Nachrichten-Abteilung 26
- Pionier-Bataillon 26
- Feldersatz-Bataillon 26
- Versorgungs-Einheiten 26[4]

## Decorazioni
Alcuni soldati della 26. Infanterie-division e della 26. Volksgrenadier-Division furono premiati per le loro azioni in guerra:
- Croce Tedesca
  - in oro: 94
  - in argento: 2
- Croce di Cavaliere della croce di ferro: 51[7]
  - Croce di Cavaliere con foglie di quercia: 2
  - Croce di Cavaliere con foglie di quercia e spade:
- Distintivo per combattimenti ravvicinati:
  - in bronzo: 15
  - in argento: 3
  - in oro: 2

## Comandanti

### 26. Infanterie-Division
- Generalleutnant Fritz Kühne (1° aprile 1936 - 10 novembre 1938)
- Generalleutnant Sigismund von Förster (10 novembre 1938 - 15 gennaio 1941)
- Generalleutnant Walter Weiss (15 gennaio 1941 - 15 aprile 1942)
- Generalleutnant Friedrich Wiese (15 aprile 1942 - 5 agosto 1943)
- Generalleutnant Johann de Boer (5 agosto 1943 - 10 agosto 1944)
- Generalmajor Heinz Kokott (10 agosto 1944 - settembre 1944)[1]

### 26. Volksgrenadier-Division
- Generalmajor Heinz Kokott (17 settembre 1944 - 21 aprile 1945)[1]